# Nova matriz econômica
Nova matriz econômica (NME), ou nova matriz macroeconômica, foi como ficaram conhecidas as medidas heterodoxas e de caráter desenvolvimentista adotadas a partir de 2011 pelo governo Dilma Rousseff. Tais medidas incluíam, sobretudo: redução da taxa de juros, desvalorização do real em relação ao dólar, desonerações tributárias à indústria, expansão do crédito do BNDES, e redução das tarifas de energia. As duas primeiras objetivavam favorecer as exportações em detrimento do modelo anterior de estímulo ao mercado interno. As desonerações, por sua vez, visavam ao aumento da produtividade e da competitividade da indústria nacional em relação aos produtos estrangeiros.
O fracasso dessa estratégia é apontado como uma das causas da Crise econômica de 2014.

## Origem do termo

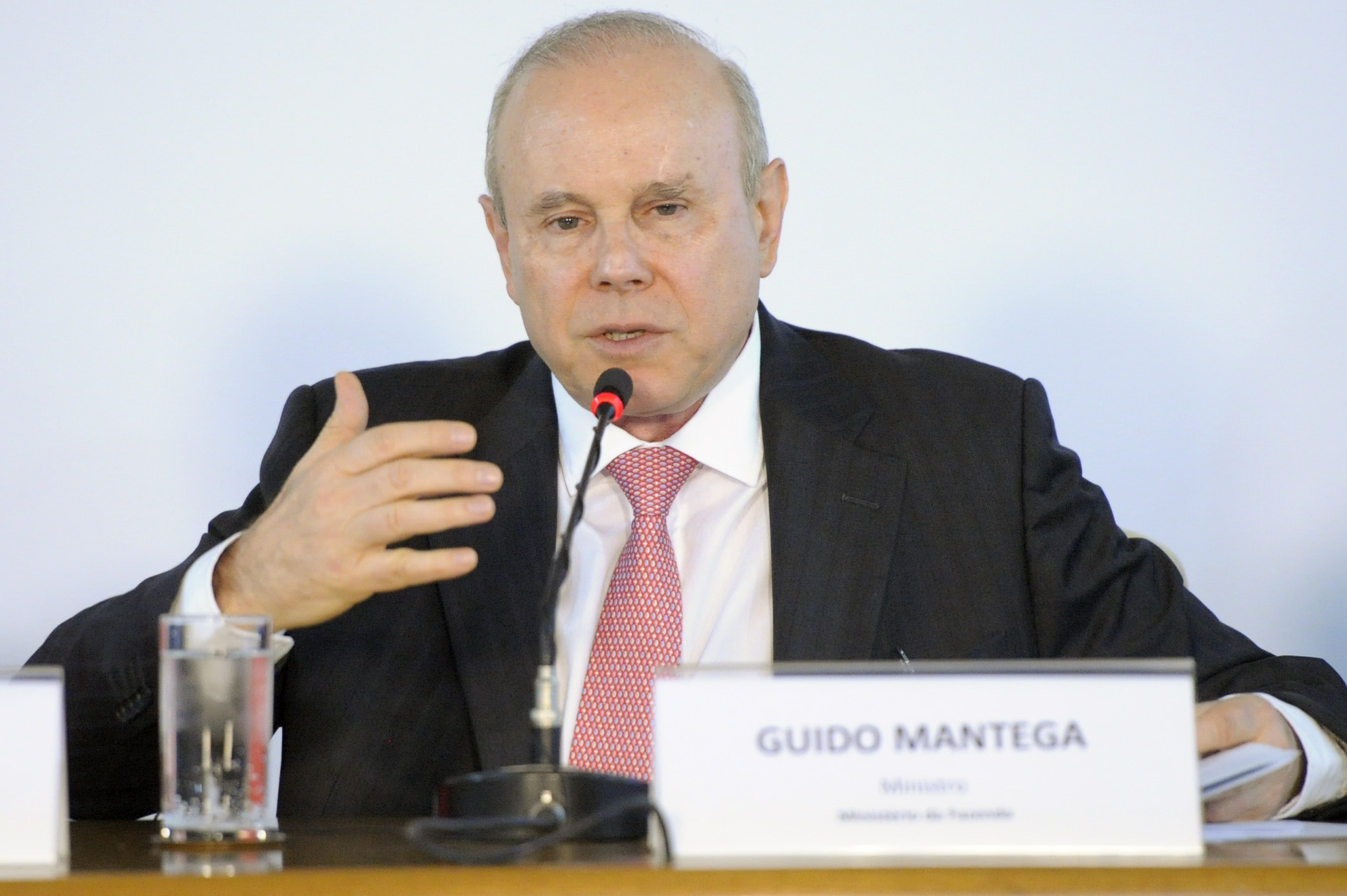
Guido Mantega, Ministro da Fazenda de 2006 até 2015. Em julho de 2012, Mantega admitiu pela primeira vez que o governo Dilma praticava uma nova "matriz macroeconômica".

"Nova matriz econômica" não foi de fato o nome do pacote de medidas, mas sim, um termo que, adotado por economistas liberais, acabou se consagrando com o tempo. Holland, à época Secretário de Política Econômica do Ministério da Fazenda, em entrevista ao jornal Valor Econômico  no fim de 2012, atribuiu o baixo crescimento da economia naquele ano ao que ele chamou de "nova matriz macroeconômica".
Segundo algumas fontes, Holland foi quem cunhou o termo e Guido Mantega, Ministro da Fazenda, o adotou em seguida. Três dias após o artigo de Holland, Mantega escreve no mesmo jornal um artigo intitulado "O primeiro ano da nova matriz econômica", onde menciona "um momento de mudança estrutural", caracterizado pela "colocação das taxas de juros em níveis normais para uma economia sólida e com baixo risco"
Apesar dessa origem alegada, uma matéria publicada no jornal O Estado de S. Paulo, de 5 julho de 2012, comprova que Mantega já havia utilizado o termo meses antes de Holland. Segundo a matéria, "o ministro da Fazenda, Guido Mantega assumiu ontem [4 de julho] pela primeira vez que o governo Dilma Rousseff praticava uma nova 'matriz macroeconômica', uma mudança que, segundo ele, veio para ficar". O certo é que a ideia é mais antiga que o nome. Conforme André Singer, a nova matriz já vinha sendo preparada desde novembro de 2010, quando Henrique Meirelles foi substituído por Alexandre Tombini na presidência do Banco Central.

## História
A NME surgiu no amplo contexto da desindustrialização no país. Esta começou na década de 1980 e perpassou todos os governos desde então. Para um autor, trata-se do caso mais grave de desindustrialização prematura no mundo. Este é o pano de fundo geral sobre o qual a nova matriz foi elaborada.

### Antecedentes: fortalecimento do mercado interno e "milagrinho" econômico
Durante o segundo mandato do presidente Lula, o grande crescimento econômico observado foi puxado sobretudo pelo mercado interno, não mais pelas exportações, como no primeiro mandato. As políticas do governo passaram a ser responsáveis pelo crescimento, e não mais a sorte de uma conjuntura externa favorável (sobretudo o boom das commodities do início da década de 2000). Essas políticas internas envolviam, a saber: maior distribuição de renda, maior acesso ao crédito e maiores investimentos públicos.
Ou seja, entre 2006 a 2010, o Estado havia sido determinante na expansão do mercado interno brasileiro, conforme explica a economista Laura Carvalho, em seu livro Valsa brasileira: do boom ao caos econômico (2018).

### Necessidade de um novo modelo
Porém, ao final do governo Lula, crescia entre empresários a visão de que esse modelo centrado no mercado interno seria insustentável. Um dos problemas era a baixa participação da indústria nesse crescimento. O país permanecia muito dependente das commodities exportadas.
De fato, ao contrário do "milagre econômico brasileiro" da ditadura militar, a indústria não foi protagonista do crescimento. Conforme explica Laura Carvalho, "o Brasil não tinha a estrutura produtiva necessária para atender à nova demanda criada" pelas políticas internas do segundo governo Lula. Outros limites à perpetuação do modelo de crescimento do governo Lula eram seu caráter inflacionário e a concentração de renda no topo (a distribuição de renda não afetava os mais ricos).

### Implementação e resultados
Nova matriz econômica § Notas
A NME, adotada no início do governo Dilma, foi um conjunto de medidas para beneficiar o setor industrial, visando a redução dos custos das empresas nacionais e o aumento da competitividade diante da concorrência estrangeira. Desejava-se adotar um modelo mais voltado às exportações do que ao mercado interno. Para começar a atingir esse objetivo, seria necessário desvalorizar o real (que prejudicava a competitividade) e reduzir as taxas de juro (o que ajudaria a atingir o objetivo de desvalorizar o real). A Federação das Indústrias do Estado de São Paulo (FIESP) começou a pressionar o novo governo para que essas medidas, entre outras, fossem aprovadas.
Embora todas essas demandas tenham sido atendidas, o maior dinamismo na indústria não veio. A produção industrial em volume, que havia crescido 2,7% em 2010, caiu 0,9% e 3,7% em 2012. O nível de utilização da capacidade instalada do setor industrial divulgado pela Confederação Nacional da Indústria, que chegou a ser de 85% em 2010, fechou 2011 e 2012 em 80%— Carvalho, Laura (2018). Valsa brasileira: Do boom ao caos econômico 1ª ed. São Paulo: Editora Todavia. p. 58. 193 páginas. ISBN 9788593828638

### Fim
A NME foi aposentada pelo governo Dilma em 2015, pois não surtiu os efeitos esperados, sendo substituída por um novo modelo no mesmo ano. Essa mudança representou um afastamento maior ainda do modelo adotado durante o segundo governo Lula.

## A matriz
A nova matriz era composta de centenas de iniciativas. André Singer as sintetiza do seguinte modo:
1. Redução dos juros — a taxa básica de juros foi reduzida de 12,5% para 7,25% ao ano entre agosto de 2011 e abril de 2013 pelo Banco Central
2. Uso intensivo do BNDES — o Banco Nacional de Desenvolvimento Econômico e Social (BNDES) estabeleceu linha de crédito subsidiado para o investimento das empresas por meio de repasses recebidos do Tesouro.
3. Aposta na reindustrialização — da qual fez parte o Plano Brasil Maior
4. Desonerações — desoneração da folha de pagamentos para quinze setores intensivos em mão de obra.
5. Plano para infraestrutura — do qual fez parte o Programa de Investimento em Logística (PIL).
6. Reforma do setor elétrico — caracterizado pela redução do preço da eletricidade para aumentar a competitividade da indústria
7. Desvalorização do real — o Banco Central agiu para desvalorizar a moeda nacional em 2012.
8. Controle de capitais — controle sobre os fluxos de capital estrangeiro visando impedir que a entrada de dólares valorizasse o real.
9. Proteção ao produto nacional — aumento de 30 pontos percentuais no IPI sobre os veículos importados visando proteger a indústria nacional.

A matriz consistiu também, segundo alguns especialistas, no abandono do tripé macroeconômico adotado no Governo Fernando Henrique Cardoso.

## Relação com a crise econômica de 2014
A NME foi apontada por diversos autores como uma das causas da crise iniciada em 2014 e da recessão dos dois anos seguintes.

### Participação da NME na crise
Para Laura Carvalho, ao lado da NME, o ajuste fiscal conduzido, a partir de 2015, pelo ministro da Fazenda Joaquim Levy foi outro fator importante.
O economista Bráulio Borges minimizou a responsabilidade da NME pela crise. Borges analisou a economia de 23 países semelhantes ao Brasil em dois períodos distintos: de 1999 a 2011 e de 2012 a 2017. O primeiro corresponde, aproximadamente, ao boom das commodities na década de 2000; o segundo, ao desvanecimento desse super-ciclo que favoreceu a economia brasileira, bem como a dos outros países estudados. Nesse segundo período, Borges observa que o PIB per capita do Brasil teve uma queda maior do que a desses outros países, mas não tão maior quanto outros economistas acusam. Com base nesses dados, conclui ele que pelo menos 38% da crise teve como causa fatores externos: ou seja, que não estão relacionados às políticas macroeconômicas de Dilma. Após remover da conta os países que tiveram alterações muito bruscas no PIB, ele chega a 54% de participação desses fatores.
Em seguida, Borges considerou também fatores que não são externos, mas que também não estão relacionados às políticas macroeconômicas do governo, como a crise hídrica e a Operação Lava Jato. Enfim, chegou à conclusão:
[...] entre 40 e 60% da desaceleração do crescimento do PIB brasileiro em 2012-2016 parece ter refletido fatores exógenos (internacionais e domésticos), outros 30% decorreram de uma provável subestimação do crescimento neste período. O restante (cerca de 10% a 30%) poderia ser atribuído a erros de política e a outros fatores não identificados claramente.— Bráulio Borges (8 de setembro de 2017). «Impacto dos erros (reais) da Nova Matriz tem sido muito exagerado». Blog do IBRE/FVG. Consultado em 22 de maio de 2020
Luiz Guilherme Schymura, doutor em economia pela Fundação Getulio Vargas (FGV), lembra que "Borges não nega que a nova matriz tenha sido uma causa não desprezível da grande recessão, mas acha que seus críticos mais contumazes exageram bastante este efeito".
Para José Luis Oreiro, a NME consistiu na manutenção de um "desenvolvimentismo inconsistente" iniciado no segundo mandato do Governo Lula. Segundo ele, o regime não podia compatibilizar um aumento da competitividade externa das empresas com estabilidade da inflação, uma vez que o estímulo à demanda doméstica pela NME ocasionou em um crescimento dos salários reais acima da produtividade, aumentando o custo unitário do trabalho das indústrias. Com isso, uma desvalorização cambial no sentido de incentivar a competitividade externa, em conjunto com o crescimento dos salários acima da produtividade do trabalho e a política fiscal expansionista do governo, exerceria uma forte pressão inflacionária.
A jornalista Miriam Leitão escreveu em seu livro História do futuro que "o governo culpou a crise externa e o fato de o mundo não estar completamente restabelecido do abalo de 2008. Não foi essa a causa. O determinante foi a política econômica à qual o primeiro mandato tentou dar ares de ciência, definindo-a como 'a nova matriz macroeconômica'. Essa suposta teoria teve morte rápida por falência múltipla das premissas"
O pacote de medidas já havia sido culpado pelo mau desempenho da economia bem antes do início da crise. Ainda em 2012, Márcio Holland, então Secretário de Política Econômica do Ministério da Fazenda, atribuiu o baixo crescimento da economia no ano ao que ele chamou de "nova matriz macroeconômica".

### Causas para o fracasso das desonerações
As desonerações, que começaram ainda no governo Lula, tomaram o primeiro plano durante o governo Dilma e foram um componente central da política fiscal e industrial do novo governo. Conforme Carvalho, as desonerações falharam por três motivos:
1. Falta de demanda — ao contrário do período anterior de crescimento econômico (no governo Lula), já não havia mais aumento da demanda. Não havia razões, portanto, para a indústria aumentar a sua capacidade produtiva.
2. Endividamento do setor empresarial — as empresas estavam endividadas desde o ciclo de crescimento anterior. As desonerações foram usadas pelas empresas para recuperarem parte dos lucros perdidos, e não para o investimento na produção.
3. Processo de financeirização do setor produtivo. — há algumas décadas, o capitalismo chegou a uma nova etapa: a do capitalismo financeiro. Esse capitalismo está mais interessado em títulos do que em produzir produtos tangíveis, como no passado.

Anos após ter saído do poder por meio de um impeachment, Dilma diria várias vezes em entrevistas que seu maior erro foi ter feito as desonerações.
Eu acreditava que, se eu diminuísse impostos, eu teria um aumento de investimentos […] Eu diminuí e me arrependo disso. No lugar de investir, eles [empresários] aumentaram a margem de lucro.— Dilma Rousseff
Segundo um estudo do Instituto de Pesquisa Econômica Aplicada (IPEA), as desonerações não geraram novos empregos. Mais tarde, na gestão de Joaquim Levy, em 2015, o governo Dilma tentou reverter essa política. Em março de 2017, Henrique Meirelles, ministro da fazenda do presidente Michel Temer, anunciou o fim das desonerações para quase todos os setores. O objetivo era conter o déficit nas contas públicas.